# منزل الحدود

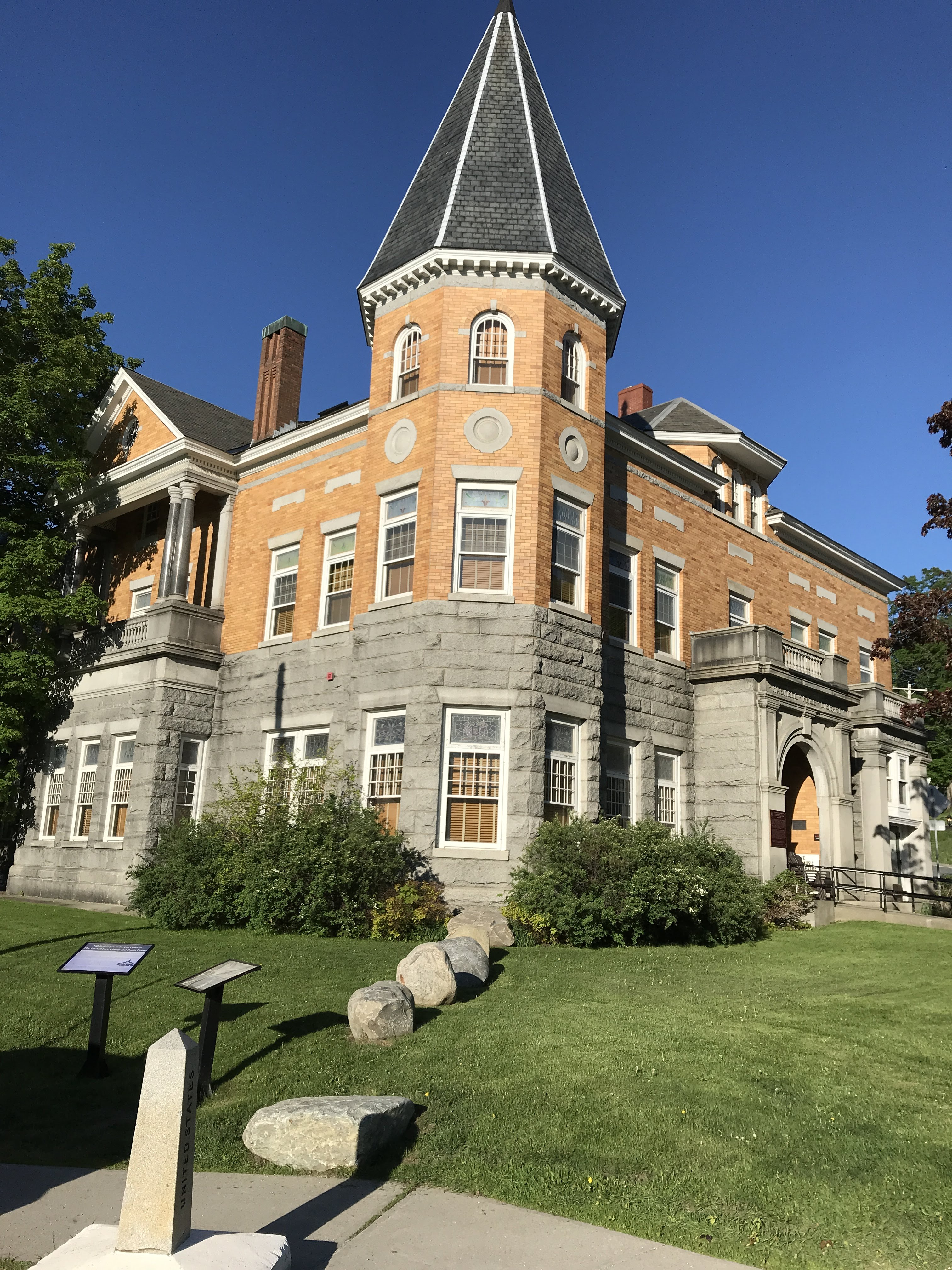
تعد مكتبة هاسكل المجانية ودار الأوبرا من أكثر المباني شهرة بين المباني التي تمتد على الحدود بين كندا والولايات المتحدة. توضح الحدود على الأرض بالصخور. في هذه الصورة، كندا على الجانب الأيسر والولايات المتحدة على اليمين.

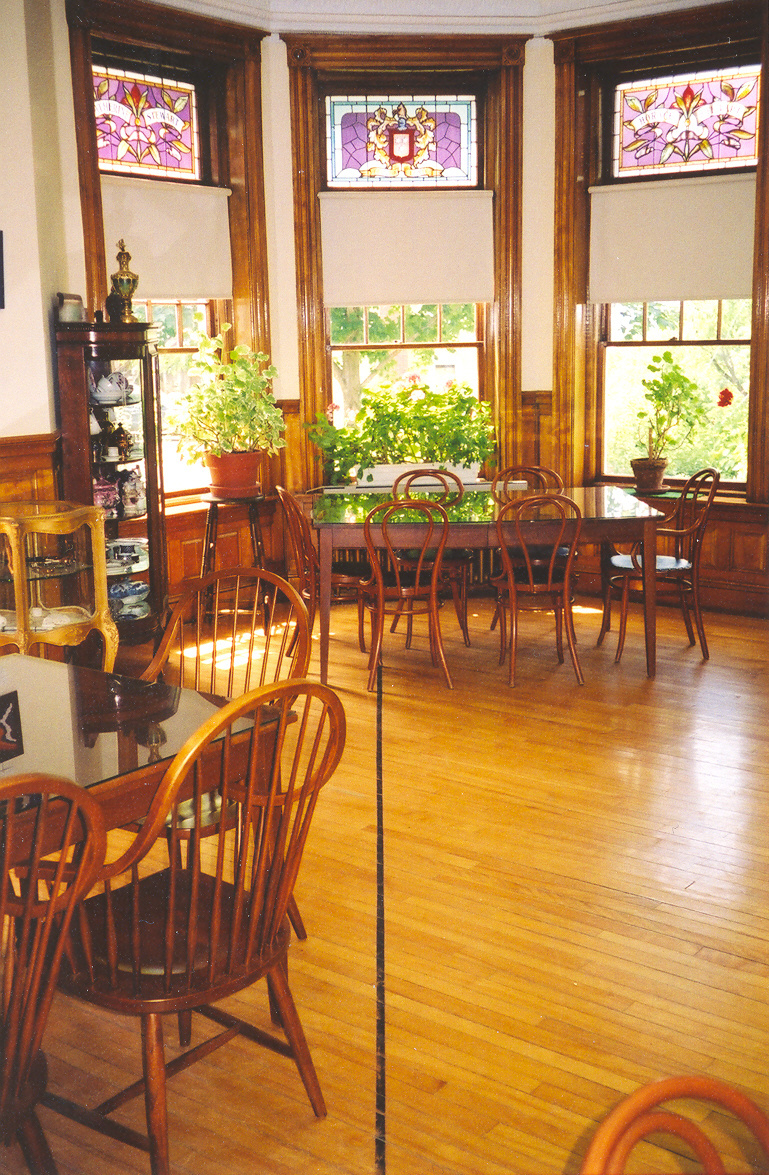
تم تحديد الحدود الدولية كخط أسود على أرضية غرفة القراءة في مكتبة هاسكل. في هذه الصورة، تظهر كندا على الجانب الأيمن من الخط بينما توجد الولايات المتحدة على الجهة اليسرى.

لاين هاوس او منزل الحدود هو مبنى بني عمدًا على أرض تمر عبر دولتين. أحد هذه المباني على الحدود بين الولايات المتحدة وكندا هو مكتبة هاسكل الحرة ودار الأوبرا في ستانستيد، كيبيك، وديربي لاين، فيرمونت. توضع علامات على الحدود على الأرض في غرفة القراءة وقاعة المحاضرات. ويمتد عدد من مساكن الأسرة الواحدة وبعض المباني الصناعية على الحدود في هاتين المدينتين. 
تشجع لجنة الحدود الدولية على التخلي عن المنازل الحدودية كجزء من تفويضها لترسيم الحدود بين كندا والولايات المتحدة بشكل واضح. تقع مكتبة هاسكل المجانية ومعظم المنازل الأخرى على خط كولينز-فالنتين بين كيبيك ونيويورك/فيرمونت.

## التحديات والخصوصيات
- التنظيم القانوني: العيش في منزل حدودي يمكن أن يفرض بعض التحديات القانونية والتنظيمية، مثل الضرائب، والولاية القضائية، والخدمات العامة.
- الهوية والثقافة: هذه المنازل قد تكون أماكن تلتقي فيها الثقافات المختلفة، ما يمنحها طابعًا فريدًا يجمع بين تقاليد وعادات الدولتين.
- إجراءات السفر: في بعض الحالات، يمكن أن يتطلب التنقل بين أجزاء المنزل استخدام جواز سفر أو الامتثال لإجراءات دخول معينة.

## الانتشار
لا تقتصر منازل الحدود على الحدود الكندية الأمريكية فحسب؛ بل توجد منازل على خطوط الحدود في أوروبا مثل بلدتي بارله ناساو (بلجيكا) وبارلة-هرتوخ (هولندا). كما تمر الحدود بين المملكة المتحدة وجمهورية أيرلندا عبر العديد من المنازل والمباني الأخرى، مما يجعل هذه المواقع مميزة أيضًا.
تقع قاعة استقبال بولس السادس في روما بشكل جزئي في مدينة الفاتيكان ولكن معظمها في إيطاليا. يتعامل مع الجزء الإيطالي من المبنى على أنه منطقة خارج الحدود الإقليمية للكرسي الرسولي ويستخدمه البابا كبديل لساحة القديس بطرس عند إجراء مراسم الأربعاء صباح الجمهور العام.
في قارة آسيا يوجد منزل مقسم حسب حدود البلدين في سونغاي حاجي كونينغ في جزيرة سيباتيك المقسمة بين ماليزيا وإندونيسيا.

## أنظر أيضا
- المنطقة الأمنية المشتركة
- منطقة منزوعة السلاح
- مكتبة ودار أوبرا هاسكل
- فندق أربيز